# While You Were Out (álbum)
While You Were Out es el tercer álbum en estudio de la banda Soul Asylum. Fue grabada el 21 de noviembre de 1986.
El sencillo "The Judge" fue posteriormente incluido en el álbum de versiones Stop Us If You've Heard This One Before, Vol 1. de la banda The Wildhearts.

## Lista de canciones
| While You Were Out |                        |          |  |
| N.º                | Título                 | Duración |  |
| 1.                 | «Freaks»               | 3:26     |  |
| 2.                 | «Carry On»             | 2:22     |  |
| 3.                 | «No Man's Land»        | 2:56     |  |
| 4.                 | «Crashing Down»        | 2:16     |  |
| 5.                 | «The Judge»            | 3:09     |  |
| 6.                 | «Sun Don't Shine»      | 2:45     |  |
| 7.                 | «Closer to the Stars»  | 2:51     |  |
| 8.                 | «Never Too Soon»       | 2:59     |  |
| 9.                 | «Miracle Mile»         | 2:17     |  |
| 10.                | «Lap of Luxury»        | 1:53     |  |
| 11.                | «Passing Sad Daydream» | 6:13     |  |
| 33:34              |                        |          |  |